# Албумно-ориентиран рок
Албумно-ориентиран рок (съкратено АОР) е американски радио FM формат с акцент върху албуми и песни от рок изпълнители.
Повечето радио формати се базират на избора на въртенето на хитови сингли. Най-добрият пример за това е Топ 40, въпреки че други формати, като кънтри и смуут джаз, се използват на едни и същи основни принципи, най-популярните песни се повтарят на всеки 2-6 часа, в зависимост от ранга си на ротационен принцип. АОР все още се основава на ротационна концепция, насочена към албуми като цяло, а не само към сингли. В началото на 1970-те години много DJ-и имат свободата да избират какво да пускат от даден албум. По-късно през 1970 АОР форматите стават по-строги в подбора на песни прехвърлени към програмен директор и музикален директор, а не DJ. Все пак, когато една АОР станция добавя албум за пускане, често се фокусират върху много песни наведнъж, а не върху конкретен сингъл. Когато АОР спира да пуска нова музика в края на 1980-те, основният репертоар на АОР става Classic Rock format.